# Wasserkraftwerk Kirchentellinsfurt
Das Wasserkraftwerk Kirchentellinsfurt liegt bei Kirchentellinsfurt im Landkreis Tübingen in Baden-Württemberg und wird aus dem Wasser des Neckars gespeist. Es ging 1926 in Betrieb und wird heute von der FairEnergie, einer Tochter der Stadtwerke Reutlingen betrieben. Es vereint ein Laufwasserkraftwerk und ein Pumpspeicherkraftwerk. Das Kraftwerk steht im Ortsteil Einsiedel – deshalb findet man es auch unter diesem Namen in einschlägigen Listen.

## Laufwasserkraftwerk

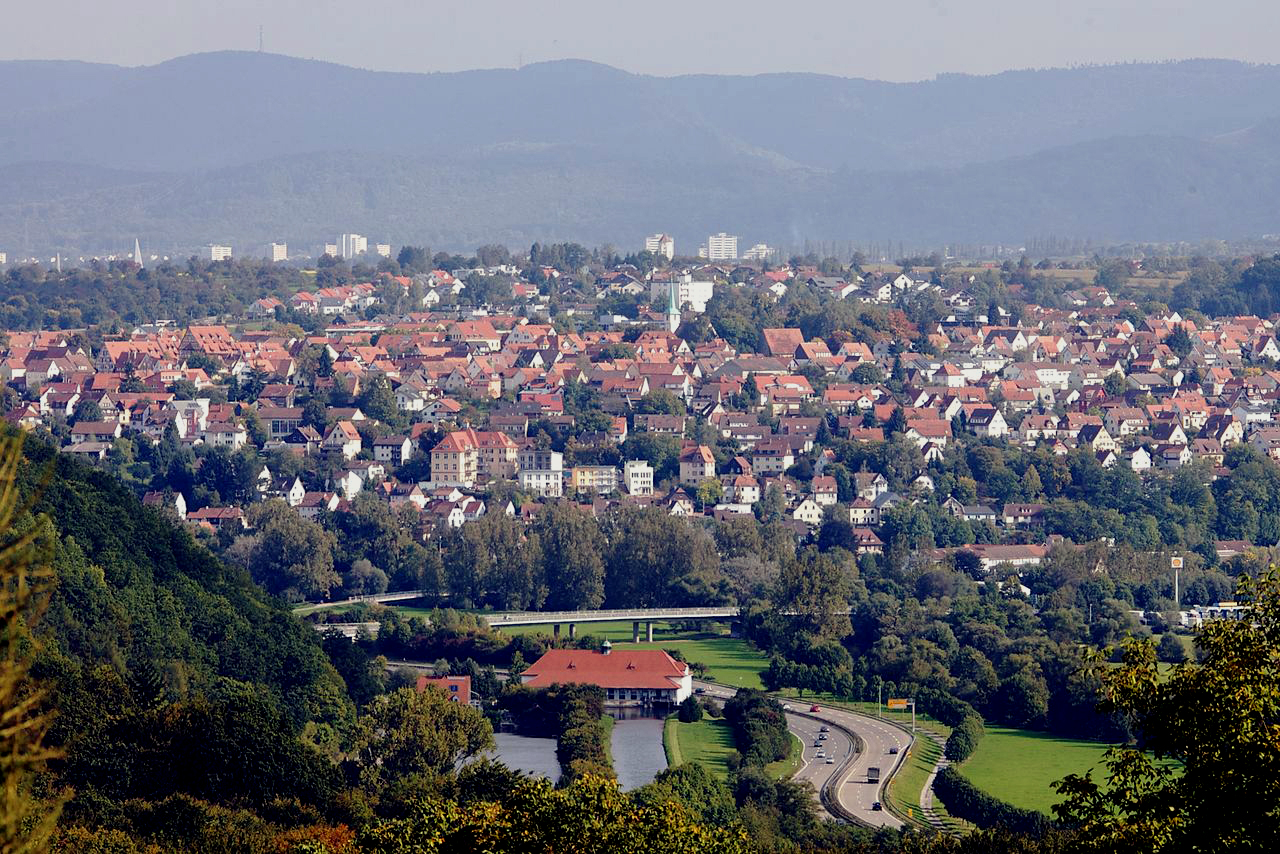
Sicht von Pfrondorf auf das Wasserkraftwerk (vorne) und Kirchentellinsfurt

Das zum Betrieb des Laufwasserkraftwerks benötigte Wasser wird mit einem Wehr aus dem Neckar ausgeleitet und fließt in einem zwei Kilometer langen Kanal zum Kraftwerk. Dort gelangt das Wasser über vier Einlässe auf die zwei Doppel-Francis-Zwillings-Turbinen. Jede der Maschinen ist starr mit einem Drehstromgenerator gekuppelt und hat eine Nennleistung von 600 kW.

## Pumpspeicherkraftwerk
Das Unterwasserbecken des Pumpspeicherkraftwerks liegt direkt beim Kraftwerk, das 130 Meter höher gelegene Oberwasserbecken einen Kilometer nördlich des Kraftwerks am Hang des Neckartals ⊙. Das Pumpspeicherwerk hat eine Leistung von 1300 kW.
Seit November 2011 wird es nur noch zur Instandhaltung betrieben.